# 光化学電池
光化学電池(photochemical cell)とは化学的なプロセスで光を電気に変換する素子。湿式太陽電池ともいう。

## 概要
電気化学光電池には2種類があり、半導体の光電池とは異なり、固-液界面や溶液相中で化学変化が起こる．

## 光電気化学電池
光電気化学電池(photoelectrochemical cell)は半導体光電極-溶液界面でのショットキー障壁による起電力を利用する。
光電極として酸化チタン、亜酸化銅、硫化カドミウム、ヒ化ガリウム、シリコンが使用され、電解質溶液としてはI-/I3-， Se2-/Se22-レドックスやジメチルフェロセン溶液が使用される。

## 光ガルバニ電池
光ガルバニ電池(photogalvanic cell)では電極ではなく電解質溶液中で光吸収することによって起きる光化学反応を利用して光を電気に変換する。

## バイオ光化学電池
光合成を模して生物の機能を応用して光を電気に変換する。